# リッジレーサーシリーズ
リッジレーサーシリーズとは、バンダイナムコエンターテインメント（旧ナムコ）が開発・発売するレースゲーム作品群シリーズ。

## 概要
1993年のアーケードゲーム（AC） 『リッジレーサー』からスタートしたレースゲーム。PlayStation (PS) のローンチタイトルとして『リッジレーサー』が発売された以降はコンシューマーゲームを中心にシリーズが続いている。コンシューマではローンチタイトルとしてリリースされることが多かった。
シリーズ共通の特徴として、ドリフト走行中のアクセルワークやステアリング操作により、現実ではありえないような大きな影響を与えられる点が挙げられる。この特徴により、ドライビングシミュレーターの性格は大きく失われているが、ドリフト走行に本来要求される知識や技術が緩和され、気軽に楽しめるゲーム性を得ることに成功している。ACの『リッジレーサー2』やPSPの『リッジレーサーズ』シリーズにおけるドリフト時の補正は特に強力なものであり、少しの練習で、ありとあらゆるコーナーで逆方向にスピン（左コーナーを右にステアリングを切ってスピン）しつつコースアウトせずに曲がることが可能になる。
PSの『リッジレーサー』より車による能力の違いは存在したが、架空の自動車会社や詳細なスペックの概念ができ上がったのはPSの『レイジレーサー』からで、シリーズを重ねるごとに現実の車のように車がモデルチェンジし登場する。『リッジレーサーズ』以降のシリーズは元自動車デザイナーがスタッフに加わっている。
PSの『リッジレーサー』では道路と平行にドリフトすることにより凶暴的な加速を得られるテクニックがある。発見された当初はドリフトでもグリップでもないことから「ノーグリップ走法」と呼ばれていたが、次第に無音だがドリフトしているということで「サイレントドリフト」という名称へと変わっていった。これを上手く使うことにより、ゴール後に表示される1周平均時速が車本来の最高速を越えたり、残りタイムがカウンターストップするという現象が起こる。このサイレントドリフトは『リッジレーサーV』にて「速度の落ちにくいドリフト」という形で復活し（ただしスキール音は鳴る）、『リッジレーサーズ』以降では「スキール音はしないがグリップ走行と違いニトロゲージが溜まる」といった形で存続している。
PSPの『リッジレーサーズ』よりニトロシステムが搭載された。これはレース中にドリフトを行うとニトロがチャージされ、一定分溜まるとニトロを発動し最高速度が大幅に上昇するシステムである。高速度でドリフトするほど溜まるため、いかに上手くニトロをチャージし発動するかといった戦略が生まれた。
なお『R4 -RIDGE RACER TYPE 4-』以降の架空のレーシングチームや、『リッジレーサー6』以降に出るチューン会社名の一部は、ナムコが出した作品のタイトル名またはキャラクター名が使われている。
2016年6月9日に日本で発売されたPROJECT CARS PERFECT EDITIONの初回封入特典として、リッジレーサーシリーズのデザインカーがダウンロード可能なプロダクトコードが封入される。
2019年に発売された「エースコンバット7」のマップには、テラジ社の「ガイア」というこれまでのシリーズに登場していない新型車の広告看板が登場したが、同作のディレクターの河野一聡はTwitterで「菅野さんのイタズラです」と答えている。

### 家庭用ゲーム機におけるシリーズ作品リリースの特徴
初代リッジレーサーがPS1でリリースされて以降2011年発売のPlayStation Vitaまで、ソニー・インタラクティブエンタテインメント（SIE）の前身のソニー・コンピュータエンタテインメント（SCE）のゲーム機のローンチタイトルとしてリリースされることが恒例化していた。しかし、PlayStation 4とPlayStation 5ではローンチタイトルとして発売されず、他社を含め家庭用ゲーム機向けのリリースは国内では2011年、海外では2012年が最新となっている。リッジレーサー7まではローンチソフトをアピールする目的で、ディスク版の製造番号を「XXXX-X0001」で刻印する伝統が存在した。
2010年代初めまではSCEのみならず様々なゲーム機のローンチタイトルとしてリリースされており、『リッジレーサー6』ではマイクロソフトのXbox 360のローンチタイトルとして、『リッジレーサー3D』では任天堂のニンテンドー3DSのローンチタイトルとして発売された。また、海外ではリッジレーサー64の移植版にあたる『リッジレーサーDS』もニンテンドーDSのローンチタイトルとして発売された。リッジレーサー6は発売後に2021年からXbox One/Seriesにおける後方互換に対応した。

## サウンド
シリーズを通してエレクトロニック・ダンス・ミュージックを全面的に採り入れたサウンドが特徴で、メーカー自ら「リッジサウンド」と呼称している。ゲーム中のBGMも1作目から全6曲より選べるなど収録曲数が多く、2006年に発売されたPSP版『リッジレーサーズ2』では全42曲収録、同年のPS3版『リッジレーサー7』ではPlayStation Storeにて20曲の楽曲が追加購入できた。ジャンルもフュージョンやロッテルダムテクノなど多岐に渡る。『リッジレーサーV』には、マイク・ヴァン・ダイクやBOOM BOOM SATELLITESがゲスト参加していた。

### 主要コンポーザー
五十音順。
- 相原隆行
- AJURIKA
- 井上拓
- 大久保博
- 岡部啓一
- 神前暁
- 小林啓樹
- 境亜寿香
- 佐宗綾子
- 佐野信義
- 高橋弘太
- 中川浩二
- 中西哲一
- 濱本理央
- 細江慎治
- 三宅優
- LindaAI-CUE
- 渡辺量

### サウンドトラック
基本的にサウンドトラックは毎作発売されるが、『レイジレーサー』はサウンドトラックが未発売である（『リッジレーサー』や『リッジレーサーレボリューション』、『レイジレーサー』の音源そのものはPSのCD-ROMにCD-DA形式で収録されているため、CDプレーヤーでトラック2以降を選択することにより再生可能）。
『R:RACING EVOLUTION』のサウンドトラックは長らく未発売であったが、2014年6月15日開催のイベント「RIDGE RACER NIGHT 2」（後述）にてSweepRecordより発売された。
20周年の2014年と30周年の2024年に、それぞれ記念リミックスアルバムが発売された。

### イベント
シリーズにまつわるクラブイベントも開催されており、第1回は2012年3月3日、渋谷VUENOSにて無料で開催。PlayStation Vita版『リッジレーサー』のサウンドトラック『RIDGE RACER - PLANETARY SOUNDS』の発売を記念し、「PlayStation Vita RIDGE RACER NIGHT」と銘打たれた。
2014年6月15日、シリーズ20周年記念アルバム『リッジレーサー 20th アニバーサリーリミックス』の発売を記念し、渋谷amate-raxiにて「RIDGE RACER NIGHT 2」を開催。同アルバムの帯を持参すると先行入場が可能となったが、開場から1時間足らずで入場規制が敷かれるほどの大盛況となった。
2017年6月11日、第3回となる「RIDGE RACER FES 2017」を渋谷club asiaにて開催。セガ所属コンポーザーの光吉猛修がゲスト参加、アルバム『レイジレーサーリミックス -THE 20TH ANNIV. SOUNDS-』の先行販売などが行われた。
2024年7月7日、シリーズ30周年を記念し、第4回となるイベント「RIDGE RACER NIGHT 2024」を渋谷WOMBLIVEにて開催。株式会社ハムスターやHORIが協賛、ラウンジには歴代アーケード作品の筐体がプレイアブルで設置されるなど、過去最大規模で行われた。また同イベントの模様は、受注生産によりCD『RIDGE RACER NIGHT 2024 - LIVE REC』としてアルバム化された。

## イメージキャラクター
永瀬 麗子（ながせ れいこ）
『レイジレーサー』から登場したイメージキャラクター（レースクイーン、架空のCGキャラクター）。『レイジレーサー』以降は『リッジレーサーV』以外の全ての作品に登場している。新作が出るたびに、そのテイストが毎回微妙に変わるのも特徴である。
また、同ナムコから販売されているエースコンバットシリーズには「ナガセ ケイ」という女性キャラクターが登場しているが、公式生放送で永瀬とは姉妹であるという関係が明かされた。
深水 藍（ふかみ あい）
『リッジレーサーV』のみに登場したイメージキャラクター。
イメージガール（レイブレイコ）
『レイブレーサー』に登場するイメージキャラクター。ポスター等では主役車であるCar No.3のドライバーとして描かれていることから、同作の主人公でもある。同作の『リッジレーサーズ』ゲーム内の説明によると「ナムコ社内から当キャラクターの資料は発見できなかった」とされ、本名は不明である。ファンの間では「レイブレイコ」と呼ばれている。

## シリーズ

### アーケードゲーム
リッジレーサー（1993年10月稼動開始）
アーケードゲーム版第1作目。基板にSYSTEM22を使用。アーケード版シリーズの秒間フレーム数は60枚。純粋なカーレースシミュレーションというよりも、ドリフト走行を手軽に楽しむゲーム、という要素が強かった。シリーズ最初の作品であることもあって、ドリフト走行への補正は少なめであり、実際タイムアタックにおいては、ドリフトしないでアウトインアウトでクリアした方が速いコーナーと、ドリフトしてよりインベタでクリアした方が速いコーナーが入り乱れ、攻略の難易度は高かった。SD筐体以外の筐体では、クラッチペダルを踏まずにシフトチェンジすると「カシュッ」という音がする（リッジレーサー2からはこの音はなくなった）が、この音が鳴ることによるペナルティや、また半クラッチという概念もないため、攻略的にはクラッチペダルは無用なものであった（踏んでいる間はシフトがニュートラル扱いになるのみ）。このクラッチの扱いについてはリッジレーサー2・レイブレーサーでも音が鳴らないだけで同様である。
リッジレーサー2（1994年6月稼動開始）
アーケードゲーム版第2作目。基本的内容は前作と同じだが、バックミラーと通信対戦機能が搭載され、その代わりに壁などのポリゴン数が少なくなるなど各部がマイナーチェンジされた。稼動開始当時はTWIN筐体売りとして登場した為､通信対戦機能搭載ということもあって全国のゲームセンターに数多く設置されたが、わずか1年後に『レイブレーサー』が登場。同型筐体使用の為にほとんどの『リッジ2』筐体が『レイブレーサー』に基板交換(コンバージョン)され、ロケーション地域によっては現存数が非常に少ない希少なゲームとなっている。又､同様にシート部のスピーカー形状が共通である『エースドライバー』シリーズとの部材の共通化も図られており､こちらへのコンバージョンKITもわずかながら用意された｡
レイブレーサー（1995年7月稼動開始）
アーケードゲーム版第3作目。今作では名前も変更された。コースが新たに追加され、TWIN筐体、SD筐体用コンバージョンKITで専用部材となるピンク色のコンパネに左側に配置された視点切替機能用ボタンと反力ステアリング機能が内装された。BGMもすべて一新され、息の長いロングヒット作になった。タイトルデモにポリゴンの女性キャラが初登場。なお、『レイブ』の新コースは『レーサーズ』に収録されている。
ポケットレーサー（1997年稼動開始）
専用のアップライト筐体が使われた子供向けのリッジ作品で、『リッジレーサーレボリューション』がベースになっている。基板にSYSTEM11を使用。車のモデリングがタイヤを残して車体部分のみ縮小されチョロQのようになっている（設定で通常のモデリングにすることも可）。AT限定でブレーキペダルとシフトレバーは省略されている。
リッジレーサーV アーケードバトル（2000年11月28日稼動開始）
PS2互換基板SYSTEM246筐体用アーケードタイトル。PS2のリッジレーサーVの発売よりも後に稼動されたため、唯一の逆移植でもある。この作品に使われた2シート筐体は後に『湾岸ミッドナイト』に流用された。

### コンシューマーゲーム
リッジレーサー（1994年12月3日発売 / 『The Best』1996年7月12日発売・PlayStation）
PSのローンチタイトルとして発売。
起動時のミニゲーム：ギャラクシアン（簡易版であり、敵の動きはほぼ一律）
アーケード版の移植+αでPS本体と同時発売。PS版シリーズの秒間フレーム数は30枚。デビルカーの追加や、レース中の視点切替がシリーズ初めて使用可能になったのもこの作品（「ドライバーズ・ビュー」と「マイカー後方から見た視点」）。専用コントローラ「ネジコン」も発売された。
リッジレーサー レボリューション（1995年12月3日発売 / 『The Best』1997年6月27日発売・PlayStation）
起動時のミニゲーム：ギャラガ'88（チャレンジングステージ2つ目を採用）
前作のPS版『リッジレーサー』の続編で、初のPSオリジナル作品。基本は前作と同じシステム・操作性だが、『リッジレーサー2』のようにバックミラーが採用されたり、新しいコースの登場、車種の増加、スピードタイプの増加など、家庭用としての要素がよりパワーアップしている。その他にPSを2台つないでの通信対戦を可能にし、通信対戦時のみ前作『リッジ』のコースが使用可能となる。BGMは主に、レース中は『リッジレーサー2』のBGMをそのまま使用、デモ画面やウイニングラン,ネームエントリーなどは新曲が作られている。
レイジレーサー（1996年12月3日発売・PlayStation）
ゲームシステムが大幅に変更され、『リッジ』の第3弾ではなく『リッジ』の進化版というコンセプトの元、タイトルも変更された。元がアーケード作品ではないため、家庭用ならではのRPG的要素（グランプリごとに賞金を獲得し、新車を入手したり性能アップを施したりする）が追加されている。起伏の強いコースが特徴で、登り坂ではシフトダウンしないと失速し、スピードを維持できなくなることもある。今作からシリーズを象徴するCGキャラクター永瀬 麗子が登場。シリーズで初めてCGムービーが搭載された。
R4 -RIDGE RACER TYPE 4-（1998年12月3日発売・PlayStation）
PSの3DCG表現能力 （画質）の限界に挑戦した作品。プログラム的にも、SONYから提供されたライブラリをあまり使用せず、直接ハードウエアを叩く仕様になっている。テールランプの光の残像がリッジシリーズで初めて取り入れられ、その手法は後のリッジに後継され続けている。黄色をメインカラーとした独特な作風が『R4』の特徴。レーシングチームのドライバーとして支給されるマシンに搭乗しグランプリを勝ち抜くという筋立てで、レース間に展開されるストーリーも特徴である。振動のみだがデュアルショックに対応し、専用コントローラ「ジョグコン」も発売された。PocketStationにも対応している。
リッジレーサー ハイスペックVer.（1998年12月3日『R4』に同梱・PlayStation）
『R4』のおまけとして別CD-ROMで用意された、初代PS版を秒間フレーム数60枚にした実験作（元の30フレーム版も選択可だがコースと自車は固定）。ただし、同時に走行する敵車は1台のみ。このCD-ROMにはナムコが1998年末までに発売してきたPS用ゲームソフト・ナムコ公式ガイドブック・周辺機器のカタログ、『ACE COMBAT 3（仮称）』のプロモーションムービーも収録されており、『リベログランデ』、『鉄拳3』、『風のクロノア』、『テイルズ オブ デスティニー』の体験版がプレイできる。
リッジレーサー64（日本国外のみ・2000年発売・NINTENDO 64）
任天堂ゲーム機で初めてリリースされた『リッジ』シリーズ作品。（日本未発売）永瀬 麗子も登場。版権ライセンスが任天堂に卸される形となっており、開発も海外の企業が担当している。ナムコは製作には関わっておらず、発売元も任天堂となっている。
日本未発売作品だったが、2025年5月16日より日本版『NINTENDO 64 Nintendo Switch Online』収録ソフトの一つとして配信が開始された。
リッジレーサーV（2000年3月4日発売 / 『MEGA HITS!』2002年7月18日発売・PlayStation 2）
PS2のローンチタイトルとして発売。
秒間フレーム数は60枚。シリーズの中でも難易度の高い作品に分類される。この作品にのみ深水 藍が登場。また、シリーズで初めてBGMにゲストミュージシャンが参加。BOOM BOOM SATELLITES、TAKESHI UEDA (fromTHE MAD CAPSULE MARKETS)、マイク・ヴァン・ダイクが参加した。
R:RACING EVOLUTION（2003年11月27日発売・PlayStation 2、ニンテンドー ゲームキューブ、Xbox）
『リッジ』シリーズの外伝的意味合いの強いタイトル。日本において初めて任天堂のゲーム機で発売されたと同時に、2機種以上のクロスプラットフォームによる発売にもなった。『リッジ』シリーズと同社の『MotoGP』を融合したようなレースゲーム。挙動はややリアル志向で、実在のレーシングカーやサーキットが収録されているのが特徴。当初はリッジレーサーの6作目を匂わせる様なプロモーション活動を行っていたが、リアル志向ゆえにシリーズの売りでもある爽快なドリフトを行うことはできず、セールス的に芳しくない為、リッジレーサーとは関係のない作品という立場に落ち着いた。
Ridge Racer DS（海外のみ・2004年12月7日発売・ニンテンドーDS）
『64』の移植作。日本未発売のソフトであり、日本以外ではニンテンドーDSのローンチタイトルとして発売された。開発も海外の企業によるものだが、販売はナムコの現地法人に変更されている。イメージガールが『R:RACING EVOLUTION』のジーナ・カバーリに変更されている。タッチパネルをハンドルに見立てて操作が可能。
リッジレーサーズ (2004年12月12日発売 / 『the Best』2005年11月17日発売・PSP)
PSPのローンチタイトルとして発売。
起動時のミニゲーム：NEW RALLY-X
過去の作品（『リッジレーサー』、『リッジレーサーレボリューション』、『レイジレーサー』、『R4』、『レイブレーサー』）のコースと新コースをミックスした、ワールドツアー形式のゲームストーリーとなった。ニトロシステムや、新しいマシン区分の導入、以降のシリーズタイトルフォントがレーサーズと共通になるなど、新リッジの幕開けとなったタイトル。起動時のミニゲームが今作より復活した。ワイヤレス通信（アドホックモード）による対戦が可能で、最大8人対戦が可能。携帯機でありながら秒間60フレーム、PS2に迫る高画質を実現した。
リッジレーサー6（2005年12月10日発売・Xbox 360）
Xbox 360のローンチタイトルとして発売。
起動時のミニゲーム：パックマン
ソニー・コンピュータエンタテインメントのゲーム機 (PS、PS2、PSP) 以外の家庭用ハードでは初のナンバリングタイトルとなった。『レーサーズ』で人気コースだった「ダウンタウンレイブシティ」や、その発展コースを収録し、過去作でおなじみの車種や新たなスペシャルカーが登場する。Xbox Liveでリッジシリーズ初のオンライン対戦が可能となり、また、過去のシリーズで使用されたBGM（有料）のダウンロードができる。最大画面解像度は720p、秒間60フレーム。反面、GPUのシェーダ機能等は使用されておらず、ローンチタイトルとして欧米で同日に発売された『PGR3 - プロジェクトゴッサムレーシング3 -』と比較して、グラフィック面で見劣りしたためか日米ともにセールス的には惨敗している。
リッジレーサーズ2（2006年9月14日発売・PSP）
起動時のミニゲーム：NEW RALLY-X（デビルカーバージョン）
バンダイナムコゲームスに社名を変更し、バンダイナムコレーベルの名義で発売された最初のタイトル。『レーサーズ』の内容に加え、前作で収録しきれなかった過去のコースを新たに9コース追加収録した。その他にもスペシャルカーの入れ替えや、過去のシリーズで使用されたBGMのオリジナルとリミックスの計12曲が新たに追加、新モードとしてデュエルモード、サバイバルモードが追加されたりと、現時点では『レーサーズ』の完全版とも言える作品。予約購入時、特典として音楽CD『スペシャルメガミックス』が付属された。
リッジレーサー7（2006年11月11日発売・PlayStation 3）
PS3のローンチタイトルとして発売。
起動時のミニゲーム：ゼビウス
キャッチコピーは「リアリティの向こうへ」。多彩なコースやマシンのカスタマイズ機能などにおいて、シリーズ屈指のボリュームである。最大画面解像度は1080p、秒間60フレーム、無料のオンラインサービスに対応している。「アジアの景観」をモチーフとした新機軸のグラフィックに注目が集まる。BGMにはリッジレーサーV以来再びゲストミュージシャンが参加。収録された40曲と、発売後にPlayStation Network内で配信された20曲のBGMは全てが5.1chで収録されている。尚、2010年10月1日より3D対応にするプログラム『3D License Ver.』がPlayStation Storeにて500円で配信され、3D対応のテレビで3D立体視を楽しむことができる。
リッジレーサー3D（2011年2月26日発売・ニンテンドー3DS）
3DSのローンチタイトルとして発売。
シリーズ初の3D立体視標準対応ゲームであり、日本の任天堂の携帯型ゲーム機で独占発売されるのもシリーズ初。3DSの標準機能である「すれちがい通信」を利用した、他ユーザーのゴーストとのバトルなどがプレイできる。
リッジレーサー（2011年12月17日発売・PlayStation Vita）
PS Vitaのローンチタイトルとして発売。
セリウスとの共同開発。『リッジレーサーズ』から『リッジレーサー7』までの作品でアソシエイトプロデューサーを務め、その後セリウスに移籍した寺本秀雄がディレクターを担当する。8人でのオンラインプレイが可能。
リッジレーサー アンバウンデッド（欧州2012年3月2日 / 北米3月6日発売・PS3、Xbox 360、Windows）
フィンランドのゲーム会社Bugbear Entertainmentが開発した外伝的作品。シリーズで初めて車の衝突によるダメージ表現が導入されている。Windows版が発売されるのはシリーズ初だった。日本では未発売。
リッジレーサー（2025年 (令和7年) 6月5日発売・PS4、Switch、PS5、Xbox Series X/S、Switch2）
アーケードアーカイブス (PS4、Switch) 、アーケードアーカイブス2 (PS5、Xbox Series X/S、Switch2) で配信。日本SD/DX版と海外SD/DX版を収録。アーケードアーカイブス2ではVRR（可変リフレッシュレート）に対応し、オリジナルに近い挙動を再現することができるようになった。

### 携帯電話
リッジレーサー（2003年5月下旬配信開始・JフォンJ-SH53など）
JフォンのJ-SH53専用として登場。以後ドコモのiアプリなど、多くのキャリアや端末にて購入プレイ可能。
シャープのAQUOSケータイなど横表示可能端末では、横画面でのプレイも可能。
リッジレーサーズモバイル（2007年11月提供開始・ドコモP905iプリインストールアプリ、会員専用アプリ）
シリーズのコースのなかから4つを厳選し、傾きのセンサーによる直感操作を可能にした移植アプリ。追加コース・マシンはダウンロードして取得する。
RIDGE RACER ACCELERATED（2009年12月16日配信開始・iPhone、iPod touch用アプリ）
Ridge Racer Accelerated for 006SH（2011年6月4日発売のソフトバンクモバイル向けAndroidスマートフォン AQUOS PHONE SoftBank 006SH専用プリインストールアプリ）
006SH標準機能である3D立体視標準対応ゲーム
Ridge Racer Accelerated auスマートパス（2012年3月1日配信開始・IS01(CDMA SHI01)を除くAndroid搭載auスマートフォン専用アプリ、auスマートパス会員専用アプリ）
ドリフトスピリッツ（2013年11月6日配信開始・Android・iOS向けアプリ）
『リッジ』シリーズ関連のスマートフォン作品。2016年にリッジレーサーシリーズのマシンが追加。
2018年に開催されたコラボ1回目「ドリフトサバイバル」ではリッジレーサーのコース「Seaside Route 765」が追加される。難易度ごとに歴代リッジレーサーシリーズのBGMが使用されている。
リッジレーサー スリップストリーム（2013年12月19日配信開始・Android・iOS向けアプリ）
コースやBGMなど『7』とほとんど同じであるが、一部マシンは『3D』『ヴィータ』から登場。
歴代に登場したスペシャルマシンは収録されていないが、『7』登場のコンプリートマシン仕様は収録されている。
リッジレーサー Draw & Drift（2016年配信開始・Android・iOS向けアプリ）
平面コースをなぞって走行ラインを決め、走行中に画面をタップしてコーナリングを決めるゲーム。海外限定。